# 김소혜
김소혜(1999년 7월 19일 ~ )는 대한민국의 가수이자 배우이다. 2016년 1월 22일부터 2016년 4월 1일까지 나오는 엠넷에서 주관한 서바이벌 프로그램 《PRODUCE 101》에 출연해 최종순위 11명 중, 5등을 차지하여 2016년 5월 14일부터 2017년 1월 31일까지 과거 걸 그룹 아이오아이의 일원으로 활동했다.

## 학력
- 서울영희초등학교 졸업
- 숙명여자중학교 졸업
- 경기여자고등학교 졸업

## 생애
1999년 7월 19일에 태어난 김소혜는 1남 1녀 중 장녀이다. 2018년 2월 7일 경기여자고등학교를 졸업했다.

## 출연 작품

### 드라마
- 2015년 네이버TV 웹드라마 《아부쟁이 얍!》 ... 학생 역
- 2017년 네이버TV 웹드라마 《세가지색 판타지 - 반지의 여왕》 ... 박세건의 전 여자친구인 I.Q.I 멤버 역
- 2017년 SBS 모비딕 《시(詩)스토리》 ... 이아침 역
- 2017년 KBS2 드라마 스페셜 《강덕순 애정 변천사》 ... 강덕순 역
- 2017년 네이버 TV 웹드라마 《뜻밖의 히어로즈》 ... 이윤지 역
- 2018년 네이버 TV 웹드라마 《연애 강요하는 사회》 ... 한사랑 역
- 2018년 네이버 TV 웹드라마 《고래먼지》 ... 소녀 역
- 2019년 IHQ 드라마 《최고의 치킨》 ... 서보아 역
- 2020년 KBS2 월화 미니시리즈 《계약우정》 ... 엄세윤 역
- 2020년 올레 TV 《학교기담 - 오지 않는 아이》 ... 정수아 역
- 2023년 KBS2 월화 미니시리즈 《순정복서》 ... 이권숙 역
- 2024년 tvN 단막극 《O'PENing - 아름다운 우리여름》 … 나라 역

### 영화
| 연도 | 제목              | 배역   | 참고 |
| ---- | ----------------- | ------ | ---- |
| 2019 | 윤희에게          | 새봄   |      |
| 2019 | 잠은행            | 지현수 |      |
| 2020 | 오지않는 아이     | 정수아 |      |
| 2021 | 그녀의 버킷리스트 | 차라리 |      |
| 2021 | 귀문              | 혜영   |      |

## 그 외 출연

### 텔레비전 프로그램
- 2016년 《PRODUCE 101》 - 참가자
- 2016년 《스타쇼 360》 - 고정 패널
- 2016년 《게임쇼 유희낙락》 - 고정 패널
- 2017년 《EBS랑 한입토익》 - 고정 패널
- 2017년 《이제 만나러 갑니다》 - 게스트
- 2017년 《이것이 야생이다》 - 게스트
- 2017년 《수업을 바꿔라》 - 게스트
- 2017년 《차이나는 클라스》 - 게스트
- 2017년 《팔로우 미8s》 - 고정 패널
- 2018년 《너에게 반했음》 - 특별 MC
- 2019년 《같이할래? GG》 - 고정 출연
- 2019년 《일단 같이 가》 - 고정 출연
- 2019년 《개밥 주는 남자 - 개묘한 여행》 - 고정 출연
- 2019년 《주X말의 영화》 - 게스트
- 2020년 《날아라 슛돌이 - 뉴 비기닝》 - 일일코치
- 2020년 체험! 사람의 현장 <막나가쇼>-오디션 도전자
- 2020년 어서와~ 한국은 처음이지? - 게스트
- 2020년 역사법정 이판사판- 변호사 및 검사 역
- 2023년 옥탑방의 문제아들 -게스트

### 뮤직비디오
| 연도 | 가수                 | 노래                      |
| ---- | -------------------- | ------------------------- |
| 2015 | 디아크               | "빛"                      |
| 2016 | 王矜霖 (Jinlin Wang) | "放學了" (Goodbye School) |
| 2017 | 라디                 | "눈을 보고 말해요"        |

### 라디오
| 방송사     | 제목                           | 역할     | 날짜                             |
| ---------- | ------------------------------ | -------- | -------------------------------- |
| SBS 파워FM | 《배성재의 텐》 - 김소혜 특집  | 고정출연 | 2017년 1월 12일 ~ 2019년 1월 8일 |
| SBS 파워FM | 《배성재의 텐》 - 펭텐 코너    | 고정출연 | 2019년 1월 12일                  |
| SBS 파워FM | 《배성재의 텐》 - 쇼 미더 펭픽 | 고정출연 | 2019년 10월 17일                 |

### 광고
- 2017년 원스토어 광고모델
- 2017년 피파 온라인 3
- 2018년 킹스레이드
- 2018년 배달의민족 제2회 치믈리에 자격시험

## 홍보대사
| 연도 | 경력                                                                                |
| ---- | ----------------------------------------------------------------------------------- |
| 2017 | - 공정위 '소비자 행복드림 어플' 홍보대사 - 행정안전부 긴급신고 통합서비스 홍보 모델 |

## 수상 및 후보
| 연도 | 시상식                      | 부문                     | 작품               | 결과 |
| ---- | --------------------------- | ------------------------ | ------------------ | ---- |
| 2017 | 제3회 서울웹페스트 영화제   | 여우주연상               | 뜻밖의 히어로즈    | 후보 |
| 2017 | KBS 연기대상                | 여자 연작 · 단막극상     | 강덕순 애정 변천사 | 후보 |
| 2019 | 2019 브랜드 고객충성도 대상 | 연기돌 부문              | 빈칸               | 수상 |
| 2019 | 2019 아시아 모델 어워즈     | 연기자부문 신인상        | 빈칸               | 수상 |
| 2020 | 제56회 백상예술대상         | 영화부문 여자 신인연기상 | 윤희에게           | 후보 |
| 2020 | 제25회 춘사영화제           | 신인여우상               | 윤희에게           | 후보 |
| 2020 | 제29회 부일영화상           | 신인여자연기상           | 윤희에게           | 후보 |
| 2020 | 제21회 부산영화평론가협회상 | 신인여우상               | 윤희에게           | 수상 |
| 2021 | 제41회 청룡영화상           | 신인여우상               | 윤희에게           | 후보 |
| 2021 | 제 40회 황금촬영상          | 신인여우상               | 윤희에게           | 수상 |